# ای‌اس‌کی‌ای‌پی جی۱۸۳۲−۰۹۱۱
ای‌اس‌کی‌ای‌پی جی۱۸۳۲−۰۹۱۱ (انگلیسی: ASKAP J1832−0911) جرمی ستاره‌ای است که به عنوان یک «گذرای رادیویی طولانی مدت» (LPT) بسیار درخشان شناخته می‌شود. این جرم به دلیل ویژگی‌های غیرمعمولی که دارد، با هیچ‌یک از اجرام شناخته شدهٔ تاکنون کشف شده همخوانی ندارد و متفاوت است، اما بر مبنای فرضیهٔ موجود این جرم می‌تواند یک مگنتار قدیمی یا یک کوتوله سفید فوق مغناطیسی باشد، هرچند زیتنگ وانگ کاشف آن، می‌گوید: «این نظریه‌ها آنچه را که ما مشاهده می‌کنیم را به‌طور کامل توضیح نمی‌دهند.»

## کشف
ای‌اس‌کی‌ای‌پی جی۱۸۳۲−۰۹۱۱ نخستین‌بار توسط رصدخانه رادیویی رهیاب آرایه کیلومتر مربعی استرالیا از طریق مشاهده شناسایی شد و به گونه‌ای اتفاقی و هم‌زمان با یک مشاهده همزمان از طریق رصدخانه پرتو ایکس چاندرا که بقایای ابرنواختر SNR G22.7–0.2 را هدف قرار داده بود،کشف شد.